# Liparis crenulata
Liparis crenulata es una especie de orquídea de hábitos terrestres, originaria de Sumatra y Java.

## Descripción
Es una orquídea de tamaño medio, que prefiere el clima cálido al frío. Tiene hábitos terrestres y  largos pseudobulbos ovoides separados de 6 a 12 cm  y envueltos por cuatro vainas basales, y dos hojas apicales, lanceoladas, agudas, que se estrechan poco a poco en la base. Florece  en una inflorescencia semi-erecta a horizontal, de 36 cm de largo, con muchos brácteas  triangulares y agudas. La floración se produce en el otoño.

## Distribución y hábitat
Se encuentra en Java y Sumatra, en los bosques húmedos de montaña en alturas de 650 a 2200 metros.

## Taxonomía
Liparis crenulata fue descrita por  (Blume) Lindl. y publicado en The Genera and Species of Orchidaceous Plants 30. 1830.
Etimología
Liparis; nombre genérico latíno que deriva del griego Liparos (λιπαρός) que significa "grasa, rico o brillante." Este nombre se refiere a la textura (sensación) de las hojas de estas plantas: que se producen casi aceitosas y brillantes.
crenulata: epíteto latino que significa "crenados, con pequeños dientes redondeados".
Sinonimia
- Leptorchis crenulata (Blume) Kuntze 1891
- Liparis indifferens J.J.Sm. 1913
- Liparis vitiensis Rolfe 1921
- Stichorkis crenulata (Blume) Marg. (2008).
- Malaxis crenulata Blume
- Leptorkis crenulata (Blume) Kuntze[5]